# Charlotte Faivre
Pour les articles homonymes, voir Faivre.
Charlotte Faivre née le 1 mars 2002 à Besançon est une triathlète française championne de France sur longue distance en 2023.

## Biographie
En 2022, elle est 3e au championnat de France de triathlon courte distance.
La même année, elle est 2e au championnat de France de triathlon longue distance.
En 2023, elle devient championne de France sur longue distance,.

## Palmarès
Le tableau présente les résultats les plus significatifs (podium) obtenus sur le circuit national et international de triathlon depuis 2022.
| Année | Compétition                            | Pays   | Position           | Temps           |
| ----- | -------------------------------------- | ------ | ------------------ | --------------- |
| 2024  | Challenge Cesenatico                   | Italie | Médaille d'argent  | 4 h 43 min 28 s |
| 2024  | Championnats de France longue distance | France | Médaille d'argent  | 4 h 39 min 44 s |
| 2024  | Championnats de France                 | France | Médaille de bronze | 1 h 5 min 36 s  |
| 2023  | Championnats de France longue distance | France | Médaille d'or      | 4 h 34 min 9 s  |
| 2022  | Championnats de France longue distance | France | Médaille d'argent  | 4 h 50 min 7 s  |
| 2022  | Championnats de France                 | France | Médaille de bronze | 1 h 3 min 27 s  |